# Maniakówka (skała)

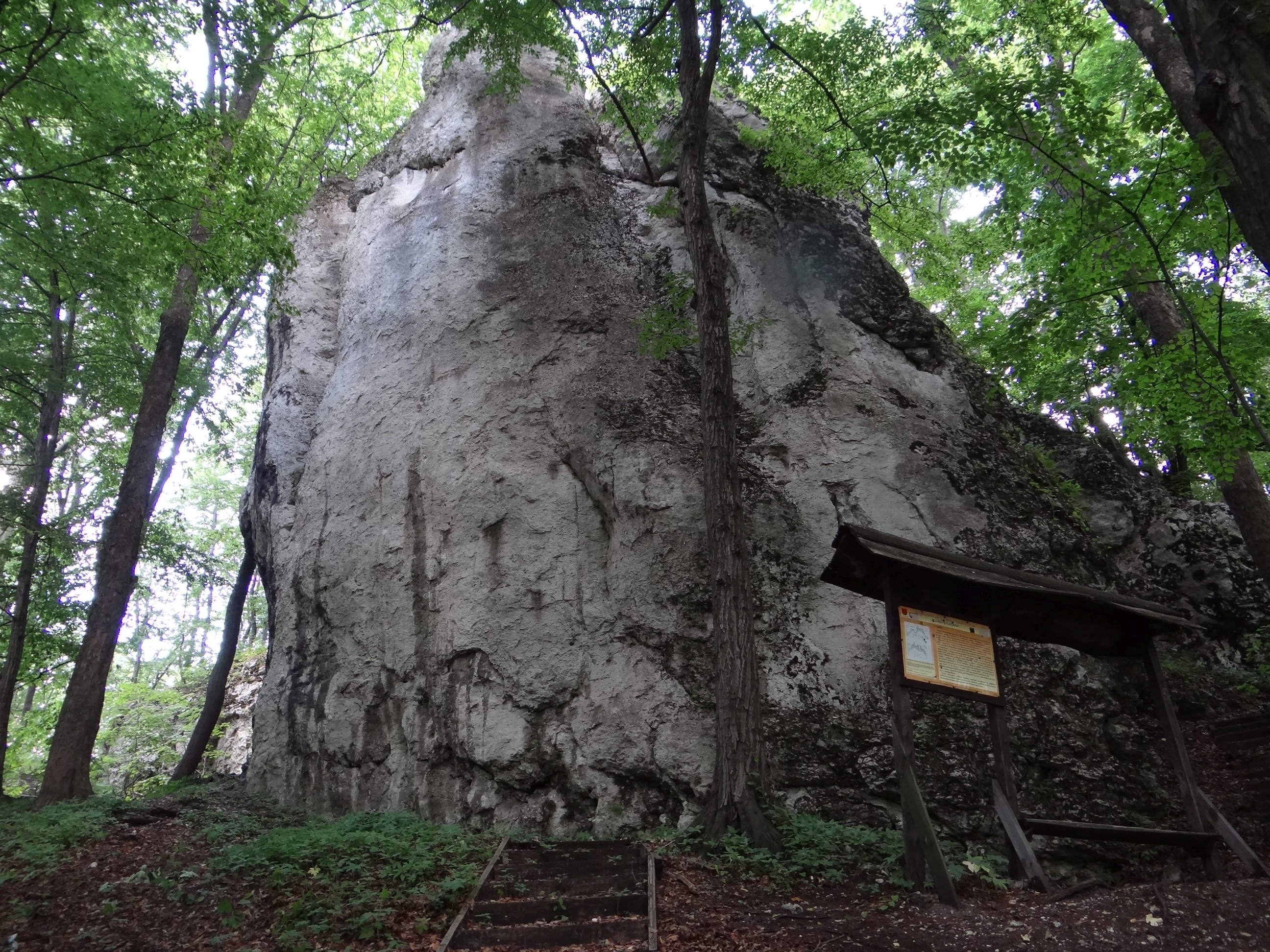

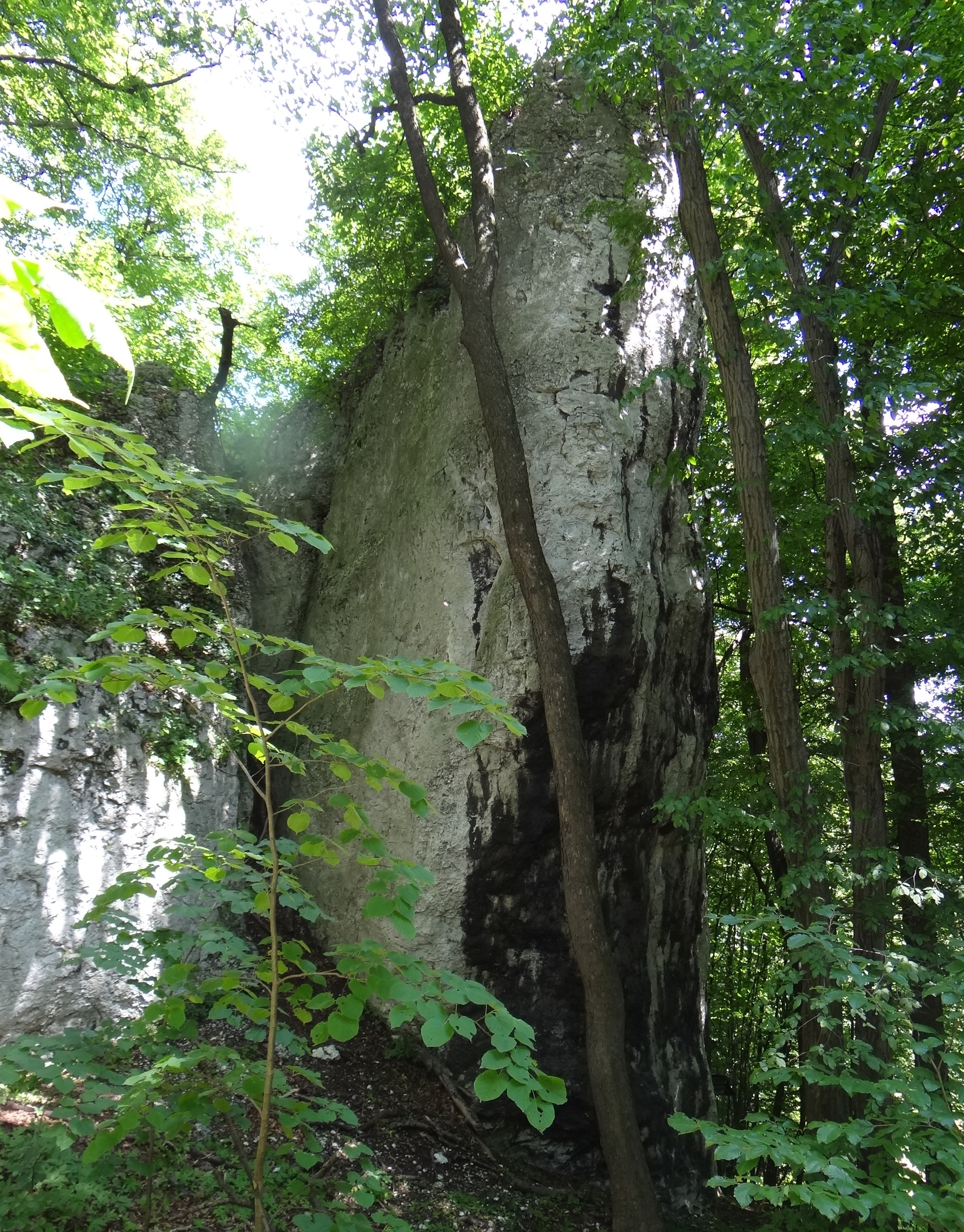

Maniakówka – skała na szczycie wzgórza Maniakówka w miejscowości Jaroszowiec, w województwie małopolskim, w powiecie olkuskim, w gminie Klucze. Wchodzi w skład kompleksu wzniesień Stołowa Góra na Wyżynie Olkuskiej będącej częścią Wyżyny Krakowsko-Częstochowskiej. Znajduje się na obszarze ochrony specjalnej Ostoja Natura 2000 Jaroszowiec.
Maniakówka wraz z dwoma innymi skałami (Maniak Pośredni i Maniak Zadni) znajduje się w lesie w szczytowej partii wzgórza. Są to zbudowane z twardych wapieni skalistych ostańce. Maniakówka jest najwyższą z nich i najbardziej wysunięta na północ. Ma wysokość 20 m, ściany połogie, pionowe lub przewieszone. Uprawiana jest na niej wspinaczka skalna. Jest 12 dróg wspinaczkowych (w tym 3 projekty) o trudności od V- do VI.5+ w skali krakowskiej. 9 z nich ma zamontowane stałe punkty asekuracyjne: ringi (r) i stanowiska zjazdowe (st).

1. Wiele hałasu z lasu; VI.2+, 4r + st
2. Cichosza; VI.+, 4r + st
3. Projekt,
4. Lej śmiało; VI.1+, 5r + st
5. Człowiek pajac; VI.5, 6r + st
6. Projekt (Horrow schow), 6r + st
7. Gra pozerów; VI.5+, 6r + st
8. Abrakadabra; VI.4, 7r + st
9. Projekt; 7r + st
10. Lej ostrożnie; VI.1+, 7r + st
11. Depresja maniakalna; V-, 2r
12. Kongres urologiczny; V+, 2r[3].

## Szlaki turystyczne
Obok Maniakówki prowadzi szlak turystyki pieszej, rowerowej oraz ścieżka dydaktyczna
 Klucze – Marglok – Kamyk – Spasie – Maniakówka – Jaroszowiec
 Olkusz – Ogrodzieniec
 ścieżka dydaktyczna „Góra Stołowa”: kościół w Jaroszowcu – Maniakówka – Jaskinia Błotna – Jaskinia Lodowa w Jaroszowcu – Kamieniołom Cieszyniec – kościół w Jaroszowcu